# Roel Poriau
Roel Poriau is een Belgische muzikant en producer die onder andere actief is/was in Flowers for Breakfast, Think of One en Antwerp Gipsy-Ska Orkestra.

## Levensloop
Poriau maakte zijn debuut bij Flowers for Breakfast die aanvankelijk actief waren als Prince-coverband. Geleidelijk aan creëerde de band meer eigen materiaal, wat leidde tot hun cd-debuut in 1995 met Nervous. Een jaar later volgde hun eerste album Baron Samedi Conducts the Onion Philharmonique. In 1998 verschenen er twee albums van de band, Ego en Homebound. 
Ondertussen was de drummer ook actief bij wereldmuziekgroep Think of One. Met deze band reisde hij naar Marokko, Brazilië, Congo en Canada om er te jammen en opnamen te maken met lokale muzikanten. Ze namen acht cd's op en toerden door heel Europa, Canada en Japan. De mooiste pluim op zijn hoed kreeg Porieu in 2004, toen Think of One een BBC World Music Award wegkaapte voor de neus van favoriet Manu Chao. En ook de cd Tráfico werd gesmaakt: volgens het gerenommeerde Britse blad Mojo verdient de single Essa Mesa het om recht naar nummer één gedownload te worden à la zomerhit Gnarls Barkley.
Vanaf 2008 was Poriau daarnaast actief in Antwerp Gipsy-Ska Orkestra en het Orchestre International du Vetex.

## Discografie[1]

### Als artiest
Albums
- Flowers for Breakfast - Baron Samedi Conducts the Onion Philharmonique (1996)
- Think of One - Juggernaut (1997)
- Flowers for Breakfast - Ego (1998)
- Flowers for Breakfast - Homebound (1998)
- Think of One - Marrakech Emballages Ensemble (1998)
- Flat Earth Society - Live at the Beursschouwburg (1999)
- Think of One - Marrakech Emballages Ensemble II (2000)
- Think of One - Naft (2000)
- Flat Earth Society - Larf (2001)
- Flat Earth Society - Bonk (2001)
- Think of One - Naft 2 (2002)
- Flat Earth Society - Minoes (2002)
- Flat Earth Society - Trap (2002)
- Think of One - Marrakech Emballages Ensemble 3 (2003)
- Think of One - Chuva em pô (2004)
- Think of One - Tráfico (2006)
- Think of One - Camping Shaâbi (2007)
- Orchestre International du Vetex - Mix Grill (2010)
- Orchestre International du Vetex - Total Tajine (2011)
- Lady Angelina - Amor y Coraçon (2011)
- Antwerp Gipsy-Ska Orkestra - I Lumia Mo Kher (2011)
- Antwerp Gipsy-Ska Orkestra - Kili Gipsyska (2015)

Overige:
- Het nummer 1, 2, 3, 4, hoedje van papier op Kapitein Winokio's album Kapitein Winokio zag 1 beer (2004).

### Als producer
Albums
- Traktor - Traktor (2004)
- Brassafrik - Brassafik (2010)
- Lokomotiv & Special Choir - Lokomotiv (2010)
- W. Victor - Rotto (2011)
- Dóttir Slonza - Nurse You (2012)
- Mafiasko Taxi - Ljude ptice / Human Birds (2013)
- Sens Unique - [ãm'bRas] (2015)